# Ahmet Çakıryıldız
Ahmet Çakıryıldız (ur. 20 listopada 1911) – turecki zapaśnik walczący w stylu wolnym. Olimpijczyk z Berlina 1936, gdzie zajął szóste miejsce w wadze koguciej.

## Letnie Igrzyska Olimpijskie 1936
| Konkurencja      | Rundy eliminacyjne       | Rundy eliminacyjne   | Rundy eliminacyjne | Rundy eliminacyjne   | Klas. końcowa |
| Konkurencja      | Przeciwnik I             | Przeciwnik II        | Przeciwnik III     | Przeciwnik IV        | Miejsce       |
| ---------------- | ------------------------ | -------------------- | ------------------ | -------------------- | ------------- |
| 56 kg styl wolny | Johannes Herbert (GER) P | Kōjirō Tamba (JPN) Z | Ray Cazaux (GBR) Z | Ödön Zombori (HUN) P | 6.            |